# Ричтон (Мисисипи)
Ричтон (енгл. Richton) град је у америчкој савезној држави Мисисипи.

## Демографија
По попису из 2010. године број становника је 1.068, што је 30 (2,9%) становника више него 2000. године.
| Група             | 2000.       | 2010.       |
| Белци             | 788 (75,9%) | 713 (66,8%) |
| Афроамериканци    | 220 (21,2%) | 331 (31,0%) |
| Азијати           | 2 (0,2%)    | 1 (0,1%)    |
| Хиспаноамериканци | 10 (1,0%)   | 11 (1,0%)   |
| Укупно            | 1.038       | 1.068       |